# Campeonato Mundial de Halterofilismo de 2021
O Campeonato Mundial de Halterofilismo de 2021 foi a 86ª edição do campeonato de halterofilismo, organizado pela Federação Internacional de Halterofilismo (FIH). O campeonato ocorreu no Complexo Esportivo do Uzbequistão e no Complexo Esportivo de Ginástica, em Tasquente, no Uzbequistão, entre 7 a 17 de dezembro de 2021. Foram disputadas 20 categorias (10 masculino e 10 feminino), com a presença de 432 halterofilistas de 74 nacionalidades filiadas à Federação Internacional de Halterofilismo (FIH). Teve como destaque a Coreia do Sul com 21 medalhas no total, sendo 9 de ouro. 
Devido a preocupação com a rápida disseminação da variante Ômicron, e realizada logo após as Olimpíadas e os Jogos Nacionais Chineses, o torneio enfrentou a ausência de muitos competidores fortes. 10 campeões olímpicos de Tóquio realizada quatro meses antes, 15 campeões mundiais e equipes inteiras da China, Coréia do Norte, Itália e Alemanha decidiram não competir.  Os halterofilistas que competiram no evento estavam isentos da quarentena exigida ao visitar o Uzbequistão.
Devido à exclusão da Rússia pelo Tribunal Arbitral do Esporte de todas as competições internacionais até Dezembro de 2022, os halterofilistas russos não puderam representar oficialmente a Rússia. Eles, portanto, participam de maneira “neutra” na competição, representando sua federação esportiva, a Federação Russa de Halterofilismo (FRH). 

## Calendário
| Data→ Categoria ↓ | Ter 07 | Qua 08 | Qui 09 | Sex 10 | Sab 11 | Dom 12 | Seg 13 | Ter 14 | Qua 15 | Qui 16 | Sex 17 |
| ----------------- | ------ | ------ | ------ | ------ | ------ | ------ | ------ | ------ | ------ | ------ | ------ |
| 55 kg             | ●      |        |        |        |        |        |        |        |        |        |        |
| 61 kg             |        |        | ●      |        |        |        |        |        |        |        |        |
| 67 kg             |        |        |        | ●      |        |        |        |        |        |        |        |
| 73 kg             |        |        |        | ●      |        |        |        |        |        |        |        |
| 81 kg             |        |        |        |        |        | ●      |        |        |        |        |        |
| 89 kg             |        |        |        |        |        |        | ●      |        |        |        |        |
| 96 kg             |        |        |        |        |        |        |        | ●      |        |        |        |
| 102 kg            |        |        |        |        |        |        |        |        | ●      |        |        |
| 109 kg            |        |        |        |        |        |        |        |        |        | ●      |        |
| +109 kg           |        |        |        |        |        |        |        |        |        |        | ●      |

| Data→ Categoria ↓ | Ter 07 | Qua 08 | Qui 09 | Sex 10 | Sab 11 | Dom 12 | Seg 13 | Ter 14 | Qua 15 | Qui 16 | Sex 17 |
| ----------------- | ------ | ------ | ------ | ------ | ------ | ------ | ------ | ------ | ------ | ------ | ------ |
| 45 kg             |        | ●      |        |        |        |        |        |        |        |        |        |
| 49 kg             |        | ●      |        |        |        |        |        |        |        |        |        |
| 55 kg             |        |        | ●      |        |        |        |        |        |        |        |        |
| 59 kg             |        |        |        |        | ●      |        |        |        |        |        |        |
| 64 kg             |        |        |        |        |        | ●      |        |        |        |        |        |
| 71 kg             |        |        |        |        |        |        | ●      |        |        |        |        |
| 76 kg             |        |        |        |        |        |        |        | ●      |        |        |        |
| 81 kg             |        |        |        |        |        |        |        |        | ●      |        |        |
| 87 kg             |        |        |        |        |        |        |        |        |        | ●      |        |
| +87 kg            |        |        |        |        |        |        |        |        |        |        | ●      |

## Medalhistas
Os resultados foram os seguintes. 

### Masculino
| Evento             | Ouro                               | Ouro             | Prata                              | Prata            | Bronze                           | Bronze           |
| 55 kg (detalhes)   | 55 kg (detalhes)                   | 55 kg (detalhes) | 55 kg (detalhes)                   | 55 kg (detalhes) | 55 kg (detalhes)                 | 55 kg (detalhes) |
| ------------------ | ---------------------------------- | ---------------- | ---------------------------------- | ---------------- | -------------------------------- | ---------------- |
| Arranque           | Mansour Al-Saleem · Arábia Saudita | 118 kg           | Arli Chontey · Cazaquistão         | 118 kg           | Muammer Şahin · Turquia          | 116 kg           |
| Arremesso          | Angel Rusev · Bulgária             | 144 kg           | Aniq Kasdan · Malásia              | 142 kg           | Arli Chontey · Cazaquistão       | 142 kg           |
| Total              | Arli Chontey · Cazaquistão         | 260 kg           | Thada Somboon-uan · Tailândia      | 256 kg           | Angel Rusev · Bulgária           | 254 kg           |
| 61 kg (detalhes)   |                                    |                  |                                    |                  |                                  |                  |
| Arranque           | Shin Rok Coreia do Sul             | 132 kg           | Shota Mishvelidze · Geórgia        | 131 kg           | Seýitjan Mirzaýew Turquemenistão | 128 kg           |
| Arremesso          | Shin Rok Coreia do Sul             | 156 kg           | Shota Mishvelidze · Geórgia        | 155 kg           | Seraj Al-Saleem · Arábia Saudita | 155 kg           |
| Total              | Shin Rok Coreia do Sul             | 288 kg           | Shota Mishvelidze · Geórgia        | 286 kg           | Seraj Al-Saleem · Arábia Saudita | 282 kg           |
| 67 kg (detalhes)   |                                    |                  |                                    |                  |                                  |                  |
| Arranque           | Zulfat Garaev FRH                  | 146 kg           | Doston Yokubov · Uzbequistão       | 144 kg           | Talha Talib · Paquistão          | 143 kg           |
| Arremesso          | Doston Yokubov · Uzbequistão       | 180 kg           | Francisco Mosquera · Colômbia      | 179 kg           | Adkhamjon Ergashev · Uzbequistão | 174 kg           |
| Total              | Doston Yokubov · Uzbequistão       | 324 kg           | Francisco Mosquera · Colômbia      | 316 kg           | Zulfat Garaev FRH                | 315 kg           |
| 73 kg (detalhes)   |                                    |                  |                                    |                  |                                  |                  |
| Arranque           | Briken Calja · Albânia             | 156 kg           | Suttipong Jeeram · Tailândia       | 154 kg           | Sergey Petrov FRH                | 153 kg           |
| Arremesso          | Rahmat Erwin Abdullah · Indonésia  | 192 kg           | Briken Calja · Albânia             | 186 kg           | Jeong Han-sol Coreia do Sul      | 181 kg           |
| Total              | Rahmat Erwin Abdullah · Indonésia  | 343 kg           | Briken Calja · Albânia             | 342 kg           | Suttipong Jeeram · Tailândia     | 334 kg           |
| 81 kg (detalhes)   |                                    |                  |                                    |                  |                                  |                  |
| Arranque           | Marin Robu · Moldávia              | 168 kg           | Karlos Nasar · Bulgária            | 166 kg           | Mirmostafa Javadi Irão           | 163 kg           |
| Arremesso          | Karlos Nasar · Bulgária            | 208 kg           | Mirmostafa Javadi Irão             | 204 kg           | Kim Woo-jae Coreia do Sul        | 196 kg           |
| Total              | Karlos Nasar · Bulgária            | 374 kg           | Mirmostafa Javadi Irão             | 367 kg           | Marin Robu · Moldávia            | 363 kg           |
| 89 kg (detalhes)   |                                    |                  |                                    |                  |                                  |                  |
| Arranque           | Andranik Karapetyan · Armênia      | 175 kg           | Revaz Davitadze · Geórgia          | 171 kg           | Yu Dong-ju Coreia do Sul         | 167 kg           |
| Arremesso          | Artem Okulov FRH                   | 205 kg           | Sarvarbek Zafarjonov · Uzbequistão | 205 kg           | Yu Dong-ju Coreia do Sul         | 204 kg           |
| Total              | Yu Dong-ju Coreia do Sul           | 371 kg           | Sarvarbek Zafarjonov · Uzbequistão | 371 kg           | Revaz Davitadze · Geórgia        | 370 kg           |
| 96 kg (detalhes)   |                                    |                  |                                    |                  |                                  |                  |
| Arranque           | Lesman Paredes · Colômbia          | 187 kg           | Boady Santavy · Canadá             | 178 kg           | Keydomar Vallenilla · Venezuela  | 177 kg           |
| Arremesso          | Fares El-Bakh · Catar              | 222 kg           | Artyom Antropov · Cazaquistão      | 221 kg           | Keydomar Vallenilla · Venezuela  | 214 kg           |
| Total              | Lesman Paredes · Colômbia          | 400 kg           | Fares El-Bakh · Catar              | 394 kg           | Keydomar Vallenilla · Venezuela  | 391 kg           |
| 102 kg (detalhes)  |                                    |                  |                                    |                  |                                  |                  |
| Arranque           | Jin Yun-seong Coreia do Sul        | 180 kg           | Rasoul Motamedi Irão               | 177 kg           | Samvel Gasparyan · Armênia       | 175 kg           |
| Arremesso          | Rasoul Motamedi Irão               | 220 kg           | Bekdoolot Rasulbekov · Quirguistão | 217 kg           | Amir Hoghoughi Irão              | 216 kg           |
| Total              | Rasoul Motamedi Irão               | 397 kg           | Jin Yun-seong Coreia do Sul        | 396 kg           | Amir Hoghoughi Irão              | 388 kg           |
| 109 kg (detalhes)  |                                    |                  |                                    |                  |                                  |                  |
| Arranque           | Akbar Djuraev · Uzbequistão        | 195 kg           | Simon Martirosyan · Armênia        | 188 kg           | Ruslan Nurudinov · Uzbequistão   | 185 kg           |
| Arremesso          | Akbar Djuraev · Uzbequistão        | 238 kg           | Ruslan Nurudinov · Uzbequistão     | 236 kg           | Simon Martirosyan · Armênia      | 228 kg           |
| Total              | Akbar Djuraev · Uzbequistão        | 433 kg           | Ruslan Nurudinov · Uzbequistão     | 421 kg           | Simon Martirosyan · Armênia      | 416 kg           |
| +109 kg (detalhes) |                                    |                  |                                    |                  |                                  |                  |
| Arranque           | Lasha Talakhadze · Geórgia         | 225 kg           | Varazdat Lalayan · Armênia         | 211 kg           | Eduard Ziaziulin · Bielorrússia  | 206 kg           |
| Arremesso          | Lasha Talakhadze · Geórgia         | 267 kg           | Varazdat Lalayan · Armênia         | 246 kg           | Gor Minasyan · Armênia           | 243 kg           |
| Total              | Lasha Talakhadze · Geórgia         | 492 kg           | Varazdat Lalayan · Armênia         | 457 kg           | Gor Minasyan · Armênia           | 448 kg           |

- — RECORDE 
MUNDIAL

### Feminino
| Evento            | Ouro                                  | Ouro             | Prata                                 | Prata            | Bronze                           | Bronze           |
| 45 kg (detalhes)  | 45 kg (detalhes)                      | 45 kg (detalhes) | 45 kg (detalhes)                      | 45 kg (detalhes) | 45 kg (detalhes)                 | 45 kg (detalhes) |
| ----------------- | ------------------------------------- | ---------------- | ------------------------------------- | ---------------- | -------------------------------- | ---------------- |
| Arranque          | Thanyathon Sukcharoen · Tailândia     | 77 kg            | Şaziye Erdoğan · Turquia              | 76 kg            | Manuela Berrío · Colômbia        | 75 kg            |
| Arremesso         | Manuela Berrío · Colômbia             | 95 kg            | Thanyathon Sukcharoen · Tailândia     | 95 kg            | Şaziye Erdoğan · Turquia         | 93 kg            |
| Total             | Thanyathon Sukcharoen · Tailândia     | 172 kg           | Manuela Berrío · Colômbia             | 170 kg           | Şaziye Erdoğan · Turquia         | 169 kg           |
| 49 kg (detalhes)  |                                       |                  |                                       |                  |                                  |                  |
| Arranque          | Surodchana Khambao · Tailândia        | 86 kg            | Rira Suzuki · Japão                   | 78 kg            | Ýulduz Jumabaýewa Turquemenistão | 76 kg            |
| Arremesso         | Surodchana Khambao · Tailândia        | 105 kg           | Ibuki Takahashi · Japão               | 101 kg           | Rira Suzuki · Japão              | 101 kg           |
| Total             | Surodchana Khambao · Tailândia        | 191 kg           | Rira Suzuki · Japão                   | 179 kg           | Ibuki Takahashi · Japão          | 172 kg           |
| 55 kg (detalhes)  |                                       |                  |                                       |                  |                                  |                  |
| Arranque          | Ghofrane Belkhir · Tunísia            | 92 kg            | Svitlana Samuliak · Ucrânia           | 91 kg            | Adijat Olarinoye · Nigéria       | 90 kg            |
| Arremesso         | Bindyarani Devi Sorokhaibam · Índia   | 114 kg           | Ham Eun-ji Coreia do Sul              | 114 kg           | Adijat Olarinoye · Nigéria       | 113 kg           |
| Total             | Ghofrane Belkhir · Tunísia            | 203 kg           | Adijat Olarinoye · Nigéria            | 203 kg           | Svitlana Samuliak · Ucrânia      | 201 kg           |
| 59 kg (detalhes)  |                                       |                  |                                       |                  |                                  |                  |
| Arranque          | Mariia Hanhur · Ucrânia               | 101 kg           | Kuo Hsing-chun · Taipé Chinesa        | 100 kg           | Olga Te FRH                      | 100 kg           |
| Arremesso         | Kuo Hsing-chun · Taipé Chinesa        | 130 kg           | Yenny Álvarez · Colômbia              | 127 kg           | Rosivé Silgado · Colômbia        | 120 kg           |
| Total             | Kuo Hsing-chun · Taipé Chinesa        | 230 kg           | Yenny Álvarez · Colômbia              | 226 kg           | Olga Te FRH                      | 218 kg           |
| 64 kg (detalhes)  |                                       |                  |                                       |                  |                                  |                  |
| Arranque          | Neama Said · Egito                    | 106 kg           | Han Ji-an Coreia do Sul               | 99 kg            | Chen Wen-huei · Taipé Chinesa    | 97 kg            |
| Arremesso         | Chen Wen-huei · Taipé Chinesa         | 135 kg           | Neama Said · Egito                    | 127 kg           | Anastasiia Anzorova FRH          | 121 kg           |
| Total             | Neama Said · Egito                    | 233 kg           | Chen Wen-huei · Taipé Chinesa         | 232 kg           | Park Min-kyung Coreia do Sul     | 217 kg           |
| 71 kg (detalhes)  |                                       |                  |                                       |                  |                                  |                  |
| Arranque          | Evgeniia Guseva FRH                   | 104 kg           | Olivia Reeves · Estados Unidos        | 104 kg           | Patricia Strenius · Suécia       | 104 kg           |
| Arremesso         | Meredith Alwine · Estados Unidos      | 135 kg           | Sarah Davies · Reino Unido            | 132 kg           | Joy Ogbonne Eze · Nigéria        | 130 kg           |
| Total             | Meredith Alwine · Estados Unidos      | 235 kg           | Sarah Davies · Reino Unido            | 234 kg           | Patricia Strenius · Suécia       | 231 kg           |
| 76 kg (detalhes)  |                                       |                  |                                       |                  |                                  |                  |
| Arranque          | Iana Sotieva FRH                      | 112 kg           | Laura Amaro · Brasil                  | 108 kg           | Mattie Rogers · Estados Unidos   | 107 kg           |
| Arremesso         | Lee Min-ji Coreia do Sul              | 139 kg           | Mattie Rogers · Estados Unidos        | 136 kg           | Kim Su-hyeon Coreia do Sul       | 134 kg           |
| Total             | Lee Min-ji Coreia do Sul              | 244 kg           | Mattie Rogers · Estados Unidos        | 243 kg           | Iana Sotieva FRH                 | 242 kg           |
| 81 kg (detalhes)  |                                       |                  |                                       |                  |                                  |                  |
| Arranque          | Alina Marushchak · Ucrânia            | 113 kg           | Kim I-seul Coreia do Sul              | 108 kg           | Eileen Cikamatana · Austrália    | 108 kg           |
| Arremesso         | Alina Marushchak · Ucrânia            | 135 kg           | Valeria Rivas · Colômbia              | 134 kg           | Dayana Chirinos · Venezuela      | 134 kg           |
| Total             | Alina Marushchak · Ucrânia            | 248 kg           | Valeria Rivas · Colômbia              | 239 kg           | Kim I-seul Coreia do Sul         | 238 kg           |
| 87 kg (detalhes)  |                                       |                  |                                       |                  |                                  |                  |
| Arranque          | Tursunoy Jabborova · Uzbequistão      | 113 kg           | Mönkhjantsangiin Ankhtsetseg Mongólia | 109 kg           | Amanda Schott · Brasil           | 106 kg           |
| Arremesso         | Solfrid Koanda · Noruega              | 141 kg           | Mönkhjantsangiin Ankhtsetseg Mongólia | 141 kg           | Daria Akhmerova FRH              | 135 kg           |
| Total             | Mönkhjantsangiin Ankhtsetseg Mongólia | 250 kg           | Tursunoy Jabborova · Uzbequistão      | 244 kg           | Solfrid Koanda · Noruega         | 244 kg           |
| +87 kg (detalhes) |                                       |                  |                                       |                  |                                  |                  |
| Arranque          | Duangaksorn Chaidee · Tailândia       | 124 kg           | Son Young-hee Coreia do Sul           | 123 kg           | Emily Campbell · Reino Unido     | 121 kg           |
| Arremesso         | Son Young-hee Coreia do Sul           | 159 kg           | Emily Campbell · Reino Unido          | 157 kg           | Duangaksorn Chaidee · Tailândia  | 157 kg           |
| Total             | Son Young-hee Coreia do Sul           | 282 kg           | Duangaksorn Chaidee · Tailândia       | 281 kg           | Emily Campbell · Reino Unido     | 278 kg           |

## Quadro de medalhas
Quadro de medalhas no total combinado
| Ordem | País           | Medalha de ouro | Medalha de prata | Medalha de bronze | Total |
| ----- | -------------- | --------------- | ---------------- | ----------------- | ----- |
| 1     | Coreia do Sul  | 4               | 1                | 2                 | 7     |
| 2     | Uzbequistão    | 2               | 3                | 0                 | 5     |
| 3     | Tailândia      | 2               | 2                | 1                 | 5     |
| 4     | Colômbia       | 1               | 4                | 0                 | 5     |
| 5     | Geórgia        | 1               | 1                | 1                 | 3     |
| 5     | Irão           | 1               | 1                | 1                 | 3     |
| 7     | Taipé Chinesa  | 1               | 1                | 0                 | 2     |
| 7     | Estados Unidos | 1               | 1                | 0                 | 2     |
| 9     | Bulgária       | 1               | 0                | 1                 | 2     |
| 9     | Ucrânia        | 1               | 0                | 1                 | 2     |
| 11    | Egito          | 1               | 0                | 0                 | 1     |
| 11    | Indonésia      | 1               | 0                | 0                 | 1     |
| 11    | Cazaquistão    | 1               | 0                | 0                 | 1     |
| 11    | Mongólia       | 1               | 0                | 0                 | 1     |
| 11    | Tunísia        | 1               | 0                | 0                 | 1     |
| 16    | Armênia        | 0               | 1                | 2                 | 3     |
| 17    | Reino Unido    | 0               | 1                | 1                 | 2     |
| 17    | Japão          | 0               | 1                | 1                 | 2     |
| 19    | Albânia        | 0               | 1                | 0                 | 1     |
| 19    | Nigéria        | 0               | 1                | 0                 | 1     |
| 19    | Catar          | 0               | 1                | 0                 | 1     |
| 22    | FRH            | 0               | 0                | 3                 | 3     |
| 23    | Moldávia       | 0               | 0                | 1                 | 1     |
| 23    | Noruega        | 0               | 0                | 1                 | 1     |
| 23    | Arábia Saudita | 0               | 0                | 1                 | 1     |
| 23    | Suécia         | 0               | 0                | 1                 | 1     |
| 23    | Turquia        | 0               | 0                | 1                 | 1     |
| 23    | Venezuela      | 0               | 0                | 1                 | 1     |
| Total | Total          | 20              | 20               | 20                | 60    |

Quadro de medalhas nos levantamentos + total combinado
| Ordem | País           | Medalha de ouro | Medalha de prata | Medalha de bronze | Total |
| ----- | -------------- | --------------- | ---------------- | ----------------- | ----- |
| 1     | Coreia do Sul  | 9               | 5                | 7                 | 21    |
| 2     | Uzbequistão    | 6               | 6                | 2                 | 14    |
| 3     | Tailândia      | 6               | 4                | 2                 | 12    |
| 4     | Ucrânia        | 4               | 1                | 1                 | 6     |
| 5     | FRH            | 4               | 0                | 7                 | 11    |
| 6     | Colômbia       | 3               | 7                | 2                 | 12    |
| 7     | Geórgia        | 3               | 4                | 1                 | 8     |
| 8     | Taipé Chinesa  | 3               | 2                | 1                 | 6     |
| 9     | Bulgária       | 3               | 1                | 1                 | 5     |
| 10    | Irão           | 2               | 3                | 3                 | 8     |
| 11    | Estados Unidos | 2               | 3                | 1                 | 6     |
| 12    | Egito          | 2               | 1                | 0                 | 3     |
| 13    | Indonésia      | 2               | 0                | 0                 | 2     |
| 13    | Tunísia        | 2               | 0                | 0                 | 2     |
| 15    | Armênia        | 1               | 4                | 5                 | 10    |
| 16    | Cazaquistão    | 1               | 2                | 1                 | 4     |
| 17    | Albânia        | 1               | 2                | 0                 | 3     |
| 17    | Mongólia       | 1               | 2                | 0                 | 3     |
| 19    | Catar          | 1               | 1                | 0                 | 2     |
| 20    | Arábia Saudita | 1               | 0                | 2                 | 3     |
| 21    | Moldávia       | 1               | 0                | 1                 | 2     |
| 21    | Noruega        | 1               | 0                | 1                 | 2     |
| 23    | Índia          | 0               | 3                | 2                 | 5     |
| 24    | Reino Unido    | 0               | 3                | 2                 | 5     |
| 24    | Japão          | 0               | 3                | 2                 | 5     |
| 26    | Nigéria        | 0               | 1                | 3                 | 4     |
| 26    | Turquia        | 0               | 1                | 3                 | 4     |
| 28    | Brasil         | 0               | 1                | 1                 | 2     |
| 29    | Canadá         | 0               | 1                | 0                 | 1     |
| 29    | Quirguistão    | 0               | 1                | 0                 | 1     |
| 29    | Malásia        | 0               | 1                | 0                 | 1     |
| 32    | Venezuela      | 0               | 0                | 4                 | 4     |
| 33    | Suécia         | 0               | 0                | 2                 | 2     |
| 33    | Turquemenistão | 0               | 0                | 2                 | 2     |
| 35    | Austrália      | 0               | 0                | 1                 | 1     |
| 35    | Bielorrússia   | 0               | 0                | 1                 | 1     |
| 35    | Paquistão      | 0               | 0                | 1                 | 1     |
| Total | Total          | 60              | 60               | 60                | 180   |

## Classificação por equipe
| Posição | Equipe      | Pontos |
| ------- | ----------- | ------ |
| 1       | FRH         | 581    |
| 2       | Irão        | 548    |
| 3       | Uzbequistão | 525    |
| 4       | Geórgia     | 520    |
| 5       | Colômbia    | 490    |
| 6       | Armênia     | 428    |

| Posição | Equipe         | Pontos |
| ------- | -------------- | ------ |
| 1       | FRH            | 507    |
| 2       | Coreia do Sul  | 498    |
| 3       | Índia          | 442    |
| 4       | Indonésia      | 380    |
| 5       | Estados Unidos | 356    |
| 6       | Tailândia      | 338    |

## Participantes
Um total de 432 halterofilistas de 74 nacionalidades participaram do evento.
| - Albânia (5) - Argélia (2) - Armênia (10) - Austrália (8) - Áustria (1) - Bangladesh (3) - Bielorrússia (4) - Bélgica (2) - Brasil (3) - Bulgária (6) - Camarões (6) - Canadá (14) - Taipé Chinesa (10) - Colômbia (14) - Croácia (4) - Chipre (1) - Chéquia (4) - Dinamarca (5) - Equador (7) | - Egito (7) - Estónia (2) - Finlândia (3) - França (2) - Geórgia (10) - Gana (3) - Gibraltar (1) - Reino Unido (4) - Grécia (5) - Guatemala (2) - Hungria (1) - Islândia (4) - Índia (19) - Indonésia (14) - Irão (13) - Irlanda (1) - Jamaica (4) - Japão (5) - Cazaquistão (4) | - Quênia (8) - Quirguistão (3) - Letônia (3) - Lituânia (6) - Malásia (3) - Malta (4) - Ilhas Maurícias (3) - Moldávia (5) - Mongólia (3) - Países Baixos (2) - Nova Zelândia (2) - Nicarágua (1) - Nigéria (7) - Noruega (3) - Paquistão (5) - Palestina (1) - Filipinas (10) - Porto Rico (1) - Catar (1) | - Federação Russa de Halterofilismo (19) - Arábia Saudita (4) - Singapura (1) - Eslováquia (3) - Coreia do Sul (15) - Espanha (9) - Sri Lanka (19) - Suécia (3) - Suíça (2) - Tailândia (14) - Tunísia (1) - Turquia (6) - Turquemenistão (11) - Uganda (4) - Ucrânia (8) - Estados Unidos (10) - Uzbequistão (14) - Venezuela (5) |